# Eduardo Arancibia Guzmán
Eduardo Arancibia Guzmán (19 de enero de 1973) es un ajedrecista chileno. Es Maestro FIDE de ajedrez.
Está casado y tiene 3 hijos.

## Resultados destacados en competición
Fue dos veces ganador del Campeonato de ajedrez de Chile en los años 1994 y 2006. Participó representando a Chile en tres Olimpíadas de ajedrez en los años 1996 en Ereván, 2006 en Turín y 2010 en Khanty Mansiysk